# Kantola (Hämeenlinna)
Kantola est un quartier d'Hämeenlinna en Finlande.

## Présentation
Kantola situé au sud du centre-ville, de l'autre côté du lac Vanajavesi.
Ses quartiers voisins sont Katinen à l'ouest et Vanaja au sud.
Kantola se compose principalement d'une zone industrielle construite à partir des années 1950 et d'un petit quartier résidentiel avec deux immeubles résidentiels et une quinzaine de maisons individuelles.
À l'avenir, la ville prévoit d'avoir plus de logements et de services à Kantola alors que l'activité industrielle s'éloigne progressivement du quartier.
Le quartier abrite le parc événementiel de Kantola, qui a ouvert en 2014, le jardin commun de Kantolanniemi, le centre d'escalade d'Hämeenlinna Hänkki, le centre de recherche de l'industrie de la viande et l'immeuble de bureaux de Hämeen Sanomat. 
Les plus grandes usines industrielles actuellement en activité à Kantola sont l'usine de béton Lujabeton du groupe Luja (fi) et l'usine de biscuits de Vanaja. 
Dans la partie sud de Kantola, les silos à grains font partie des bâtiments les plus hauts d'Hämeenlinna.
En septembre 2017, la plus grande fresque murale des pays nordiques, a été réalisée sur les silos de Kantola . 
Elle est réalisée par l'artiste australien Guido van Helten (en).
Les silos à grains appartiennent actuellement à l'entreprise publique Suomen Viljava.